# Новиков, Денис Геннадиевич
Денис Геннадиевич Новиков (14 апреля 1967, Москва — 31 декабря 2004, Беер-Шева) — русский российский поэт.

## Биография
Родился 14 апреля 1967 года в Москве в семье Геннадия Матвеевича (1931—1987) и Маргариты Петровны (1935—2015). Учился в спецшколе № 18 с углублённым изучением французского языка.
В 1985 году — первая публикация стихов в газете «Литературная Россия».
С мая 1986 по июль 1987 г. г. работал корреспондентом в журнале «Крестьянка», занимаясь рецензированием рукописей, поступающих в редакцию.
В 1987 году поступил в Литературный институт им. А. М. Горького, в 1988 году перевёлся на заочное отделение, работал в отделе поэзии журнала «Огонёк». 
Участник поэтической группы «Альманах» (Сергей Гандлевский, Михаил Айзенберг, Тимур Кибиров, Денис Новиков, Лев Рубинштейн, Андрей Липский, Виктор Коваль, Дмитрий Пригов).
В 1989 году — участник IX Всесоюзного совещания молодых писателей. В издательстве «Молодая гвардия» вышла первая книга «Условные знаки». Член Союза российских писателей.
Стихи Дениса Новикова публиковались в журналах «Театральная жизнь», «Огонёк», «Юность», «Арион», «Новый мир», «Знамя»; в альманахе «Истоки» (1988), «Поэзия» (1989, № 54), «Личное дело», «Личное дело № 2»; в сборнике «Прорыв», «Стихи этого года» (1988), «Молодая поэзия-89» и др. Выпустил четыре книги стихов. Послесловие ко второй книге Новикова — сборнику «Окно в январе» (1995) — написал Иосиф Бродский.
В 1991—1995 годах Денис Новиков жил в Великобритании. В последние годы резко порвал с литературным кругом, практически не печатался. В 2004 году эмигрировал в Израиль.
Умер 31 декабря 2004 года в возрасте 37 лет от сердечного приступа. Похоронен на альтернативном кладбище в городе Беэр-Шева.

## Премии
- Лауреат премии журнала «Арион» (1996)

## Цитаты
Его уже нельзя было представить, как в сборнике «Личное дело», под одной обложкой с Гандлевским, Кибировым, Приговым, Рубинштейном, Айзенбергом… Самый молодой и ранний из них, Денис стал настаивать, что он — не из них. Так и оказалось.

Критики и читатели ждали „красивого, двадцатидвухлетнего“. А он был. Вот этот самый — светловолосый, с чёрными бровями, длинноногий, остроумный — Денис Новиков. Но его проморгали. Не до того было? Так зачем же тогда устраивать плач Ярославны на кладбищенской стене советской литературы? Впрочем, когда Новиков был совсем молодым, о нём говорили, его хвалили — как же, такой маленький, а пишет совсем как большой. Но стоило Денису вместе со стихами вырасти — говорить перестали.— Олег Хлебников, «Новая газета» № 9, 2005

Прочтя Новикова, я подумала: действительно существует такая вещь, как кровная связь с родиной — недаром во всех языках она «отечество» или мать, то есть первое, что человек видит, что принимает его в свои объятия. Это изначальное чувство, именно плотское, младенческое — и поэты его выражали, потому что поэтическое слово не просто слово, это некое во-площение порыва, «слово плоть бысть», и наоборот. Поэтому люди пишут стихи, когда влюбляются.

Новиков, в отличие от своих современников, не рвёт эту связь — и сохраняет способность к любви и поэзии во плоти. И когда в 1990 году любовь его жизни реализовалась — он уехал в Англию к Эмили Мортимер, — его стих меняется. Что ещё раз говорит о связи подлинной поэзии с порывом плоти — в отличие от «постбродской» риторики.— Ольга Бартошевич-Жагель, филолог

 
Стихи Дениса Новикова привлекают прежде всего полной автономностью их дикции. Лексический их состав хронологических сомнений не вызывает, сообщая об авторе куда больше, чем метрическое свидетельство. Биография поэта не в обстоятельствах места и времени, но в качестве его слуха, который первый определяет поэтом этим произносимое. Выбор слов всегда выбор судьбы, а не наоборот, ибо определяет сознание — читающего, но еще в большей мере пишущего; сознание, в свою очередь, определяет бытие.

Новиков, безусловно, не новатор — особенно в бульварном понимании этого термина, но он и не архаист — даже в тыняновском. Средства его — средства нормативной лексики русской поэтической речи, как они сложились у нас за 250 лет существования нашей изящной словесности. Они его вполне устраивают, и владеет он ими в совершенстве, уснащая свою речь изрядной долей словаря своей эпохи.
— Иосиф Бродский, лауреат Нобелевской премии по литературе